# 307
307（三百零七）是、自然数、整数、介於306和308的數。

## 性質
- 第63個質數。前一個為293、下一個為311。
  - 第17個8n+3型的質数、這類的質數能以x2+2y2來表示，而307表示為：307=172+2×32。前一個是283、後一個是331（OEIS數列A033203）。
  - 第15個（OEIS數列A005382）質数，性質是n和2n-1都是質數，以307×2-1=613是質數，前一個是271、後一個是331（OEIS數列A005382）。
  - 高斯質數之一。
- 十进制的等數位數。

## 在天文
小行星307名為「勝神星」，於1891年3月5日由奧古斯特·卡洛斯發現。

## 其他 307相關
- 西元307年
- 日本的国道307号（日语：国道307号）（滋賀縣彦根市～大阪府枚方市）
- 日本茨城縣結城市的郵遞區號
- 標緻307，法國標緻汽車製造的座車
- 波音307是美國的波音公司研發的民用飛機
- 在學校裡，307通常表示3年7班
- 過海隧道巴士307線
- 台北聯營公車的一條黃金營收路線